# Perciana marmorea
Perciana marmorea är en fjärilsart som beskrevs av Walker 1865. Perciana marmorea ingår i släktet Perciana och familjen nattflyn. Inga underarter finns listade i Catalogue of Life.

## Bildgalleri

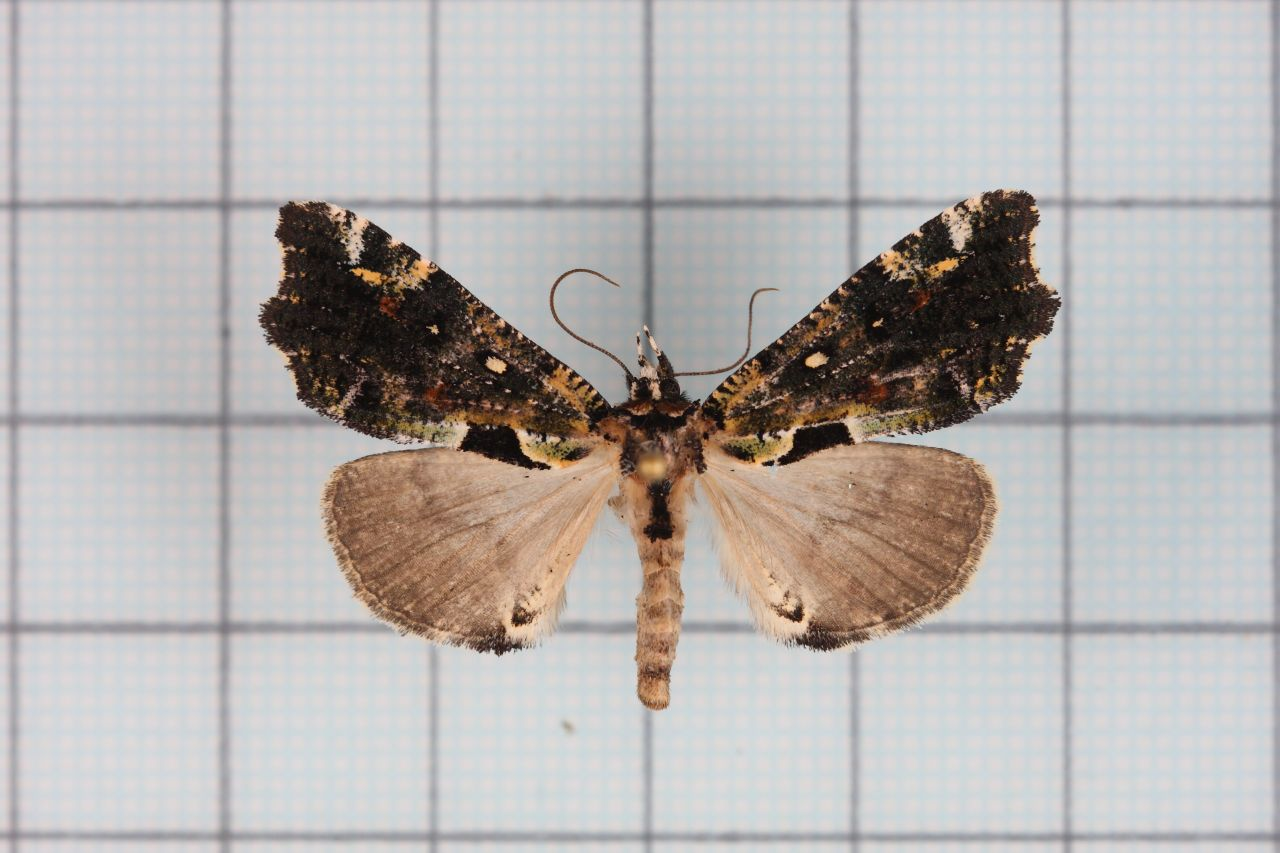
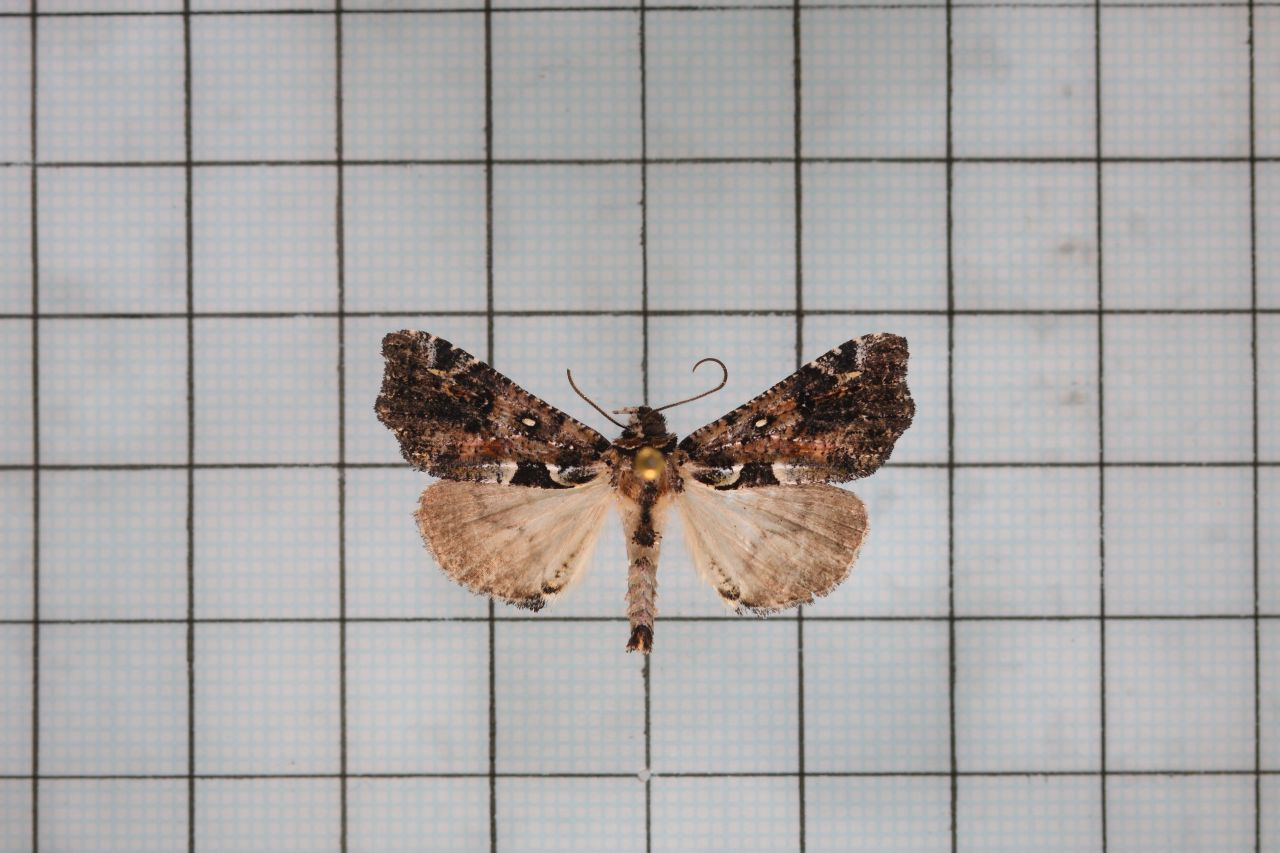
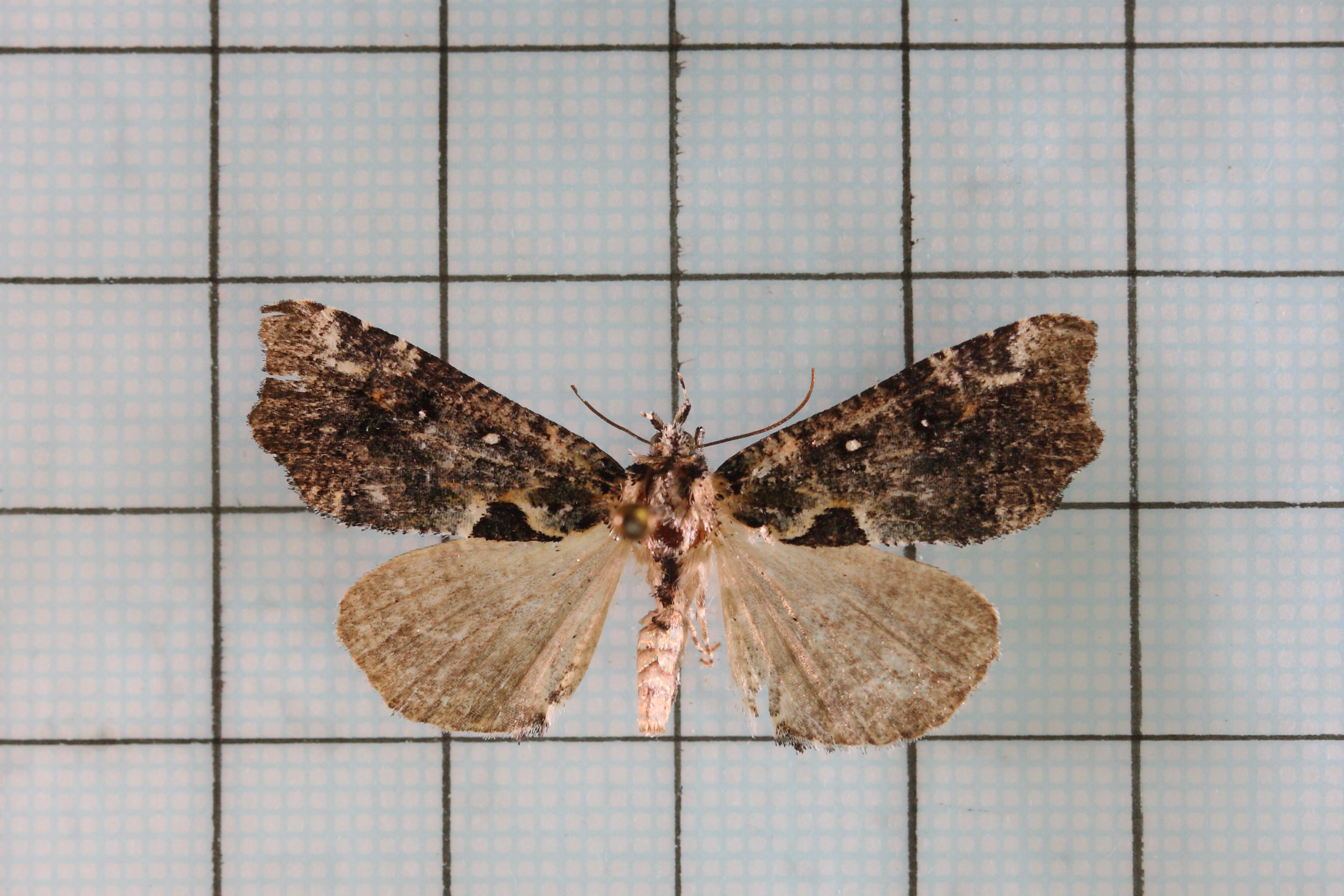